# Pristinella minuta
Pristinella minuta är en ringmaskart som först beskrevs av Stephenson 1914.  Pristinella minuta ingår i släktet Pristinella och familjen glattmaskar. Inga underarter finns listade i Catalogue of Life.